# Ian T. Dickinson
Ian T. Dickinson (* im 20. Jahrhundert) ist ein deutscher Schauspieler ostasiatischer Ethnie.

## Leben
1997 hatte Dickinson mit einer Folge in der Fernsehserie Der Kapitän sein Fernsehdebüt. 2000 hatte er seine erste Filmrolle in Paul Is Dead. 2012 erhielt er in der Fernsehserie Deckname Luna erstmals eine wiederkehrende Rolle.

## Filmografie
- 1997: Der Kapitän (Fernsehserie, Folge 1x05)
- 1998: Lexx – The Dark Zone (Lexx, Fernsehserie, Folge 2x02)
- 2000: Paul Is Dead
- 2001: Der Verleger (Fernsehfilm)
- 2002: Joe & Max (Joe and Max, Fernsehfilm)
- 2004: Die Pfefferkörner (Fernsehserie, Folge 4x04)
- 2005: V wie Vendetta (V for Vendetta)
- 2006: Ausgeliefert! Jagd durch Berlin (Final Contract: Death on Delivery)
- 2006: Dresden (Fernsehfilm)
- 2006: Fay Grim
- 2008: 8
- 2008: Tatort (Fernsehserie, Folge 1x716 Tatort: Der tote Chinese)
- 2010: Tom Atkins Blues
- 2010: Liebe deinen Feind (Fernsehfilm)
- 2011: Beate Uhse – Das Recht auf Liebe (Fernsehfilm)
- 2012: Die Männer der Emden
- 2012: Europas letzter Sommer (Fernsehfilm)
- 2012: Passion
- 2012: Deckname Luna (Fernsehserie, 2 Folgen)
- 2012: Konrad Adenauer – Stunden der Entscheidung (Fernsehfilm)
- 2013: Verbrechen nach Ferdinand von Schirach (Verbrechen, Fernsehserie, Folge 1x02)
- 2013: Die Frau, die sich traut
- 2013: Der Medicus (The Physician)
- 2015: Weak Heart Drop
- 2015: Die dunkle Seite des Mondes
- 2015: The Power
- 2016: Ein Hologramm für den König (A Hologram for the King)
- 2016: Set Me Free: Vol. II (Sprechrolle)
- 2018: Trautmann
- 2021–2022: Das Weiße Haus am Rhein (Miniserie, 2 Folgen)

## Hörspiele (Auswahl)
- 2001: Alfred Behrens: Die Liebe Ist Das Was Du Siehst – Regie: Alfred Behrens (Original-Hörspiel – SFB/ORB)
- 2005: Mona Winter: Bela Mar – Meer ohne Wasser (Soldat 1) – Regie: Mona Winter (Originalhörspiel – RBB)

Quelle: ARD-Hörspieldatenbank